# Gonocarpus halconensis
Gonocarpus halconensis är en slingeväxtart som först beskrevs av Elmer Drew Merrill, och fick sitt nu gällande namn av Anthony Edward Orchard. Gonocarpus halconensis ingår i släktet Gonocarpus och familjen slingeväxter. Inga underarter finns listade i Catalogue of Life.